# Vetelia
Vetelia — це вимерлий рід толіпевтинових броненосців, який існував у Аргентині в міоцені. Відомо 19 колекцій скам'янілостей від північної до південної Аргентини. 